# 1286 en santé et médecine
| Années de la santé et de la médecine : 1283 - 1284 - 1285 - 1286 - 1287 - 1288 - 1289    |
| Décennies de la santé et de la médecine : 1250 - 1260 - 1270 - 1280 - 1290 - 1300 - 1310 |

Cet article présente les faits marquants de l'année 1286 en santé et médecine.

## Événements

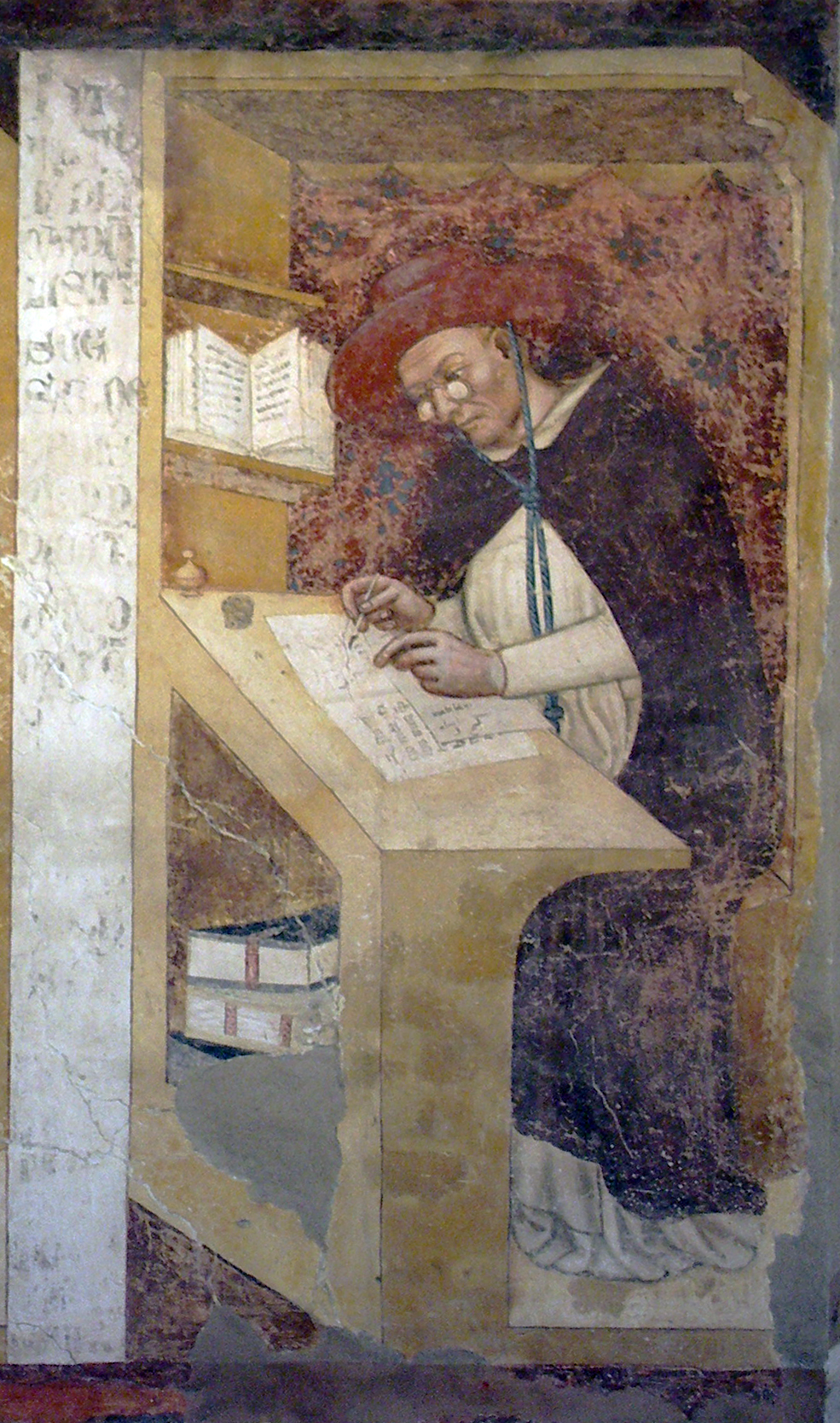
Une des premières représentations de lunettes (1352 en santé et médecine)

- Fin de la construction de l'hôpital du Saint-Esprit (Heiligen-Geist-Hospital) de Lübeck[2].
- Fondation de l'hôtel-Dieu des Montils, en Sologne, par Alix de Châtillon[3].
- Vers 1286 :
  - Le sultan Abu Yusuf Yaqub fait construire le maristan de Sidi Frej à Fès au Maroc[4].
  - Invention, vraisemblablement par un artisan de Pise, des lunettes de vue : « deux lentilles de verre convexes, serties dans des anneaux […] et propres à être maintenues devant les yeux[5] ».

## Publication
- Rédaction de son Traité d'hygiène par Thomas le Bourguignon († 1301), médecin français né à Thonon dans le comté de Savoie[6],[7].

## Naissance
- 1286 ou 1287 : Kalonymus ben Kalonymus (mort après le 18 avril 1328), rabbin provençal, traducteur de l'arabe en hébreu de nombreux ouvrages scientifiques, philosophiques et médicaux, n'ayant, semble-t-il, jamais pratiqué la médecine, qu'il avait cependant étudiée[8],[9].

## Décès
- 30 juillet : Bar Hebraeus (né en 1226), historien, médecin et philosophe chrétien de langue syriaque[10].
- Ibn al-Quff (en) (né en 1233), médecin et chirurgien arabe, auteur du premier traité de langue arabe exclusivement consacré à la chirurgie[11].
- Bruno de Longoburgo (it) (né à une date inconnue), médecin et chirurgien italien, auteur d'une « Petite Chirurgie » (Chirurgia parva) et d'une « Grande Chirurgie » (Chirurgia magna, 1253[12],[13] ).
- 1286 au plus tard : Bertrand, médecin, cité dans les testaments du doyen de Montbrison et de Pierre, chevalier de Marcilly, et peut-être identifiable à Bertrand de Cossat, père d'un juge du Forez[14].